# Frangipanier australien
Hymenosporum flavum
Genre
Espèce
Classification phylogénétique
Le Frangipanier australien (Hymenosporum flavum) est une espèce de plantes à fleurs de la famille des Pittosporaceae. C'est un arbre, monotypique dans son genre, originaire d'Australie et de Nouvelle-Guinée.

## Description
C'est un arbre qui peut atteindre 20 m de hauteur, partiellement caduc et qui fleurit au  printemps. Il donne d'abondants bouquets de fleurs odorantes d'environ 5 cm de diamètre. Elles sont de couleur crème au départ et deviennent jaunes en vieillissant. Les fleurs sont suivies par de longues capsules déhiscentes en forme de poire. Les graines sont ailées. Les fleurs attirent les abeilles, les oiseaux se nourrissant de nectar et les papillons. Les feuilles alternes sont vert foncé, luisantes, oblongues et mesurent habituellement 10 cm de long et 4 cm de large.
Malgré son nom commun, il n'est pas étroitement apparenté au Frangipanier mais est proche du  genre Pittosporum.

## Culture
Il est largement cultivé, se développe généralement à environ 8 mètres de hauteur et a une forme érigée. Il peut être cultivé dans des zones ombragées mais il a ses plus belles fleurs en plein soleil. Il préfère un sol bien drainé, avec une teneur en matière organique élevée.

## Répartition
Il est originaire des forêts humides de Nouvelle-Galles du Sud et du Queensland en Australie et de Nouvelle-Guinée.

## Galerie

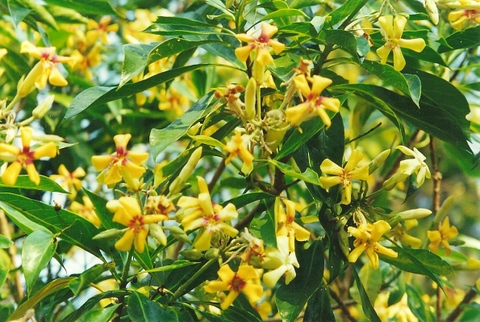
Feuilles et fleurs.